# I sentimenti
I sentimenti è un film del 2003 diretto da Noémie Lvovsky.

## Trama
Jacques, medico condotto di un paese di campagna, è alla vigilia della pensione e viene sostituito dal giovane François; il nuovo medico arriva in città insieme a sua moglie Edith e i due si trasferiscono nella nuova casa. I loro vicini sono proprio Jacques e la moglie Carole con cui intrattengono fin dall'inizio ottimi rapporti; tra cene, passeggiate ed uscite serali, le due coppie stringono una salda amicizia. Ma tra Edith e Jacques nasce del tenero e, all'insaputa dei rispettivi coniugi, iniziano una relazione extraconiugale, pur sapendo di essere molto esposti al rischio di essere scoperti. Purtroppo per loro ciò accade; la loro infedeltà finisce per disgregare inesorabilmente i due matrimoni e l'amicizia tra le due coppie.

## Distribuzione
È uscito nelle sale italiane il 5 marzo 2004.

## Riconoscimenti
Il film ha vinto ex aequo il Premio Louis-Delluc nel 2003.
Ha ricevuto anche 4 Nomination al Premio César: 
- Migliore attore per Jean-Pierre Bacri
- Migliore attrice sia per Nathalie Baye, sia per Isabelle Carrè
- Miglior film.

## Critica
- Esempio da manuale del modo con cui sulla solita storia (cuore-amore-dolore) si può fare un film sul colore dei sentimenti e le sue sfumature. Commento del dizionario Morandini che assegna al film tre stelle e mezzo su cinque di giudizio.[2]
- All'inizio il film ha lo stile della commedia, ma poi l'analisi delle emozioni va più a fondo e i personaggi sfociano nel dolore e nella disillusione. Commento del dizionario Farinotti che assegna al film tre stelle su cinque di giudizio[3]